# Mlecz

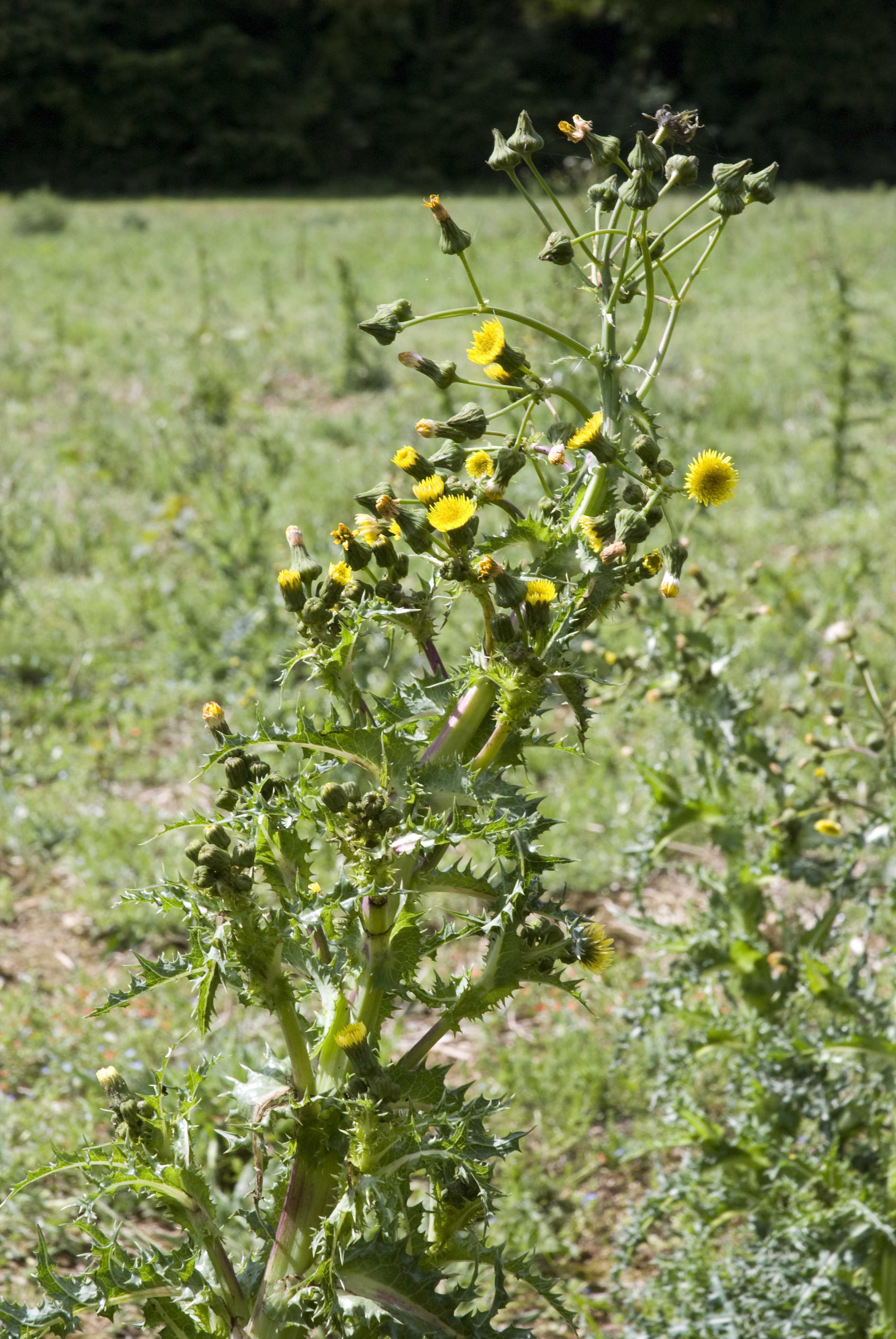
Mlecz kolczasty

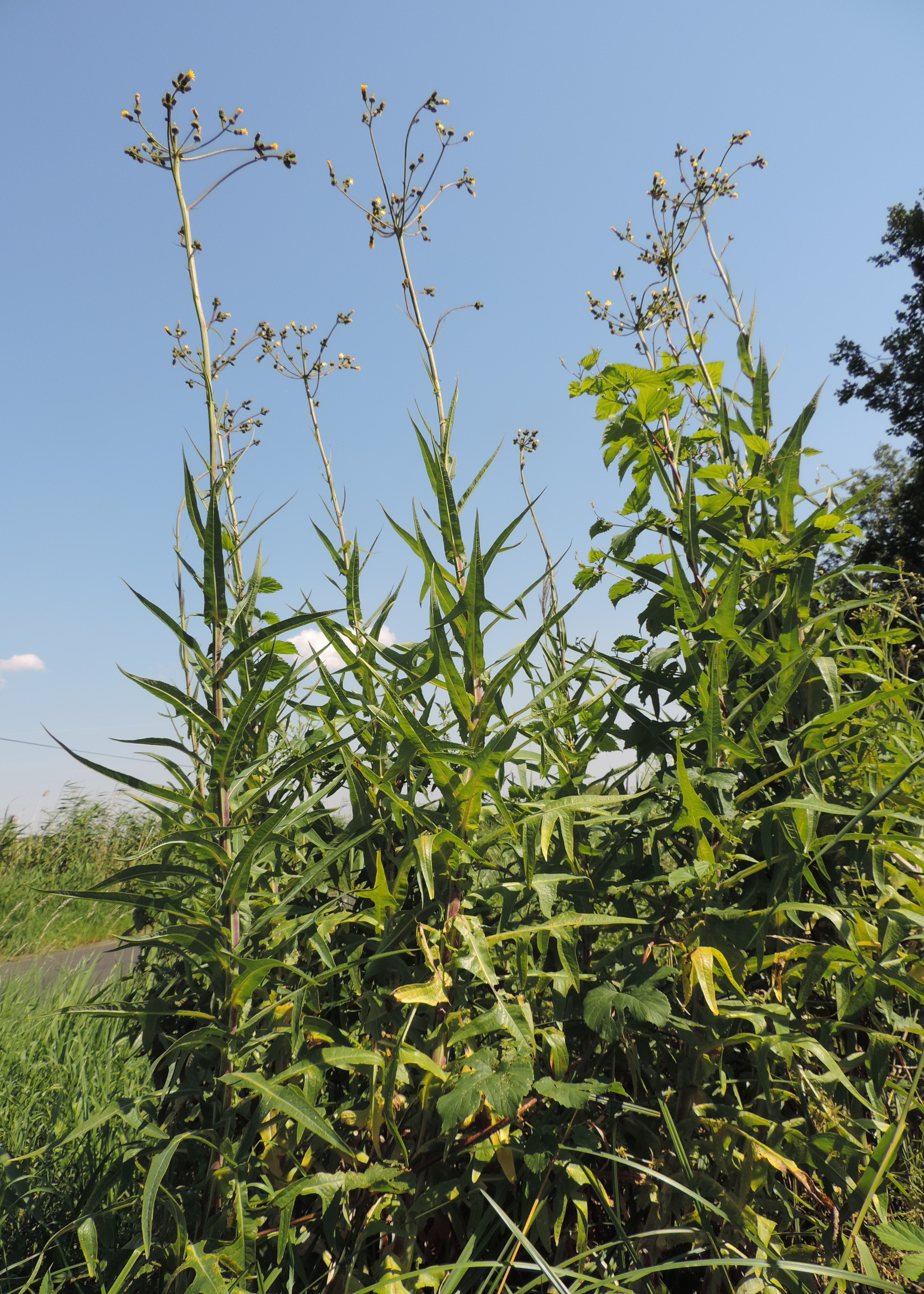
Mlecz błotny

Mlecz (Sonchus L.) – rodzaj roślin z rodziny astrowatych. Należy do niego blisko 100 gatunków. Rośliny te występują na Starym Świecie, w Australii i na wyspach Oceanu Spokojnego, a jako introdukowane także na obu kontynentach amerykańskich. W Polsce rosną dwa gatunki rodzime i dwa szeroko rozprzestrzenione na świecie gatunki introdukowane. Niektóre gatunki są chwastami w uprawach. Młode liście mlecza zwyczajnego (zwanego też warzywnym) S. oleraceus spożywane są w sałatkach (według przekazu Pliniusza miał je spożyć Tezeusz przed walką z Minotaurem).
Nazwa „mlecz” jest w polskim nazewnictwie botanicznym zastrzeżona dla roślin z rodzaju Sonchus. W języku potocznym używana jest często w odniesieniu do mniszka, który tworzy charakterystyczne owoce zwane dmuchawcami oraz różyczkę liściową przy ziemi.

## Rozmieszczenie geograficzne

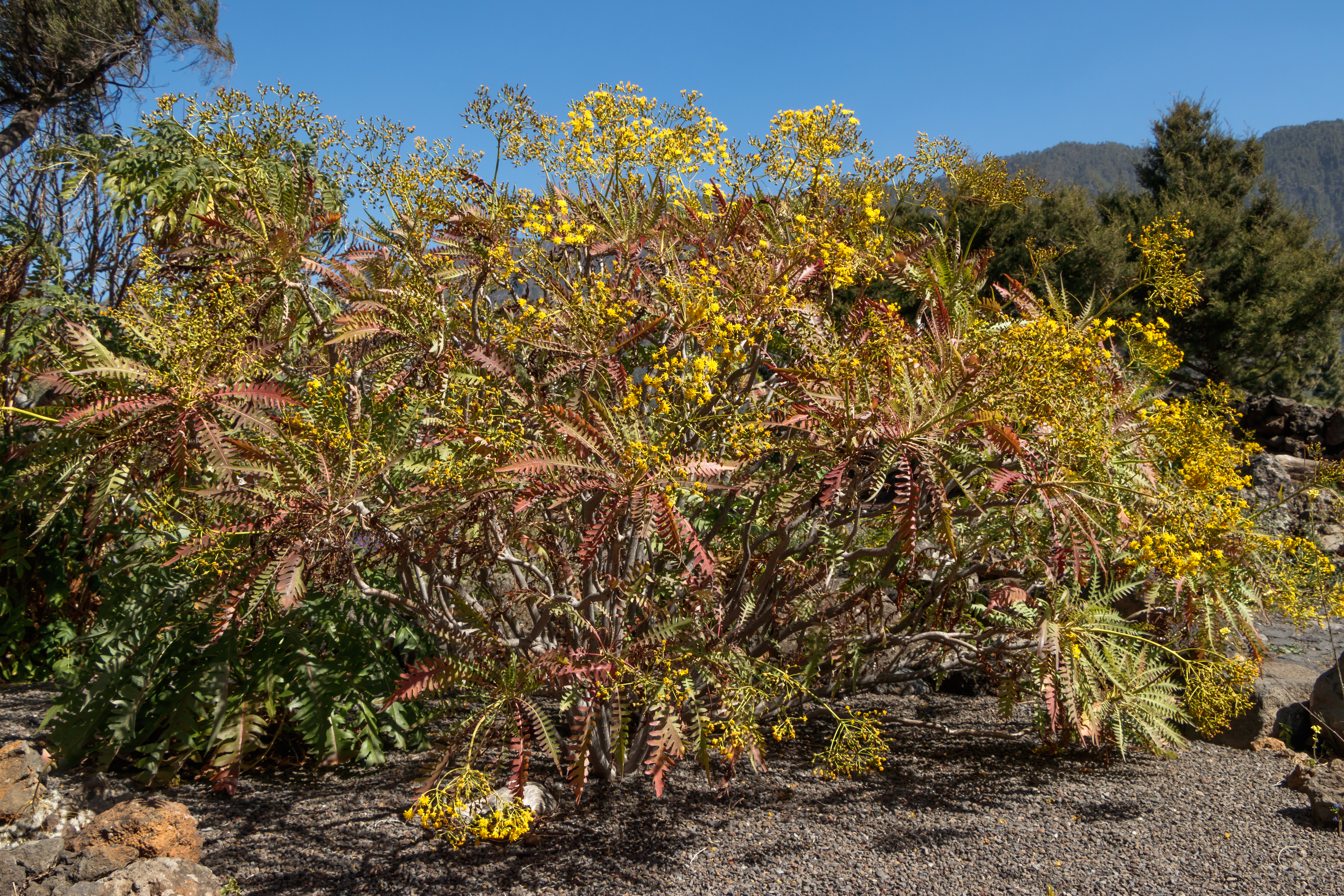
Krzaczasty Sonchus palmensis

Zasięg rodzaju obejmuje niemal całą Europę, Azję, Afrykę, Australię, Nową Zelandię i wyspy Juan Fernández. Zróżnicowany jest na wyspach oceanicznych – na Wyspach Kanaryjskich i innych wyspach Makaronezji rośnie 30 gatunków, w archipelagu Juan Fernández – 11. W Europie obecnych jest 9 gatunków rodzimych. Do rodzaju należy kilka gatunków szeroko rozprzestrzenionych chwastów ruderalnych i segetalnych (zwłaszcza mlecz zwyczajny S. oleraceus), introdukowanych m.in. na oba kontynenty amerykańskie, na Islandię, Filipiny.
Gatunki flory Polski
- mlecz błotny, m. nadwodny Sonchus palustris L.
- mlecz kolczasty Sonchus asper (L.) Hill – antropofit zadomowiony
- mlecz polny Sonchus arvensis L.
- mlecz zwyczajny, m. warzywny Sonchus oleraceus L. – antropofit zadomowiony

## Morfologia

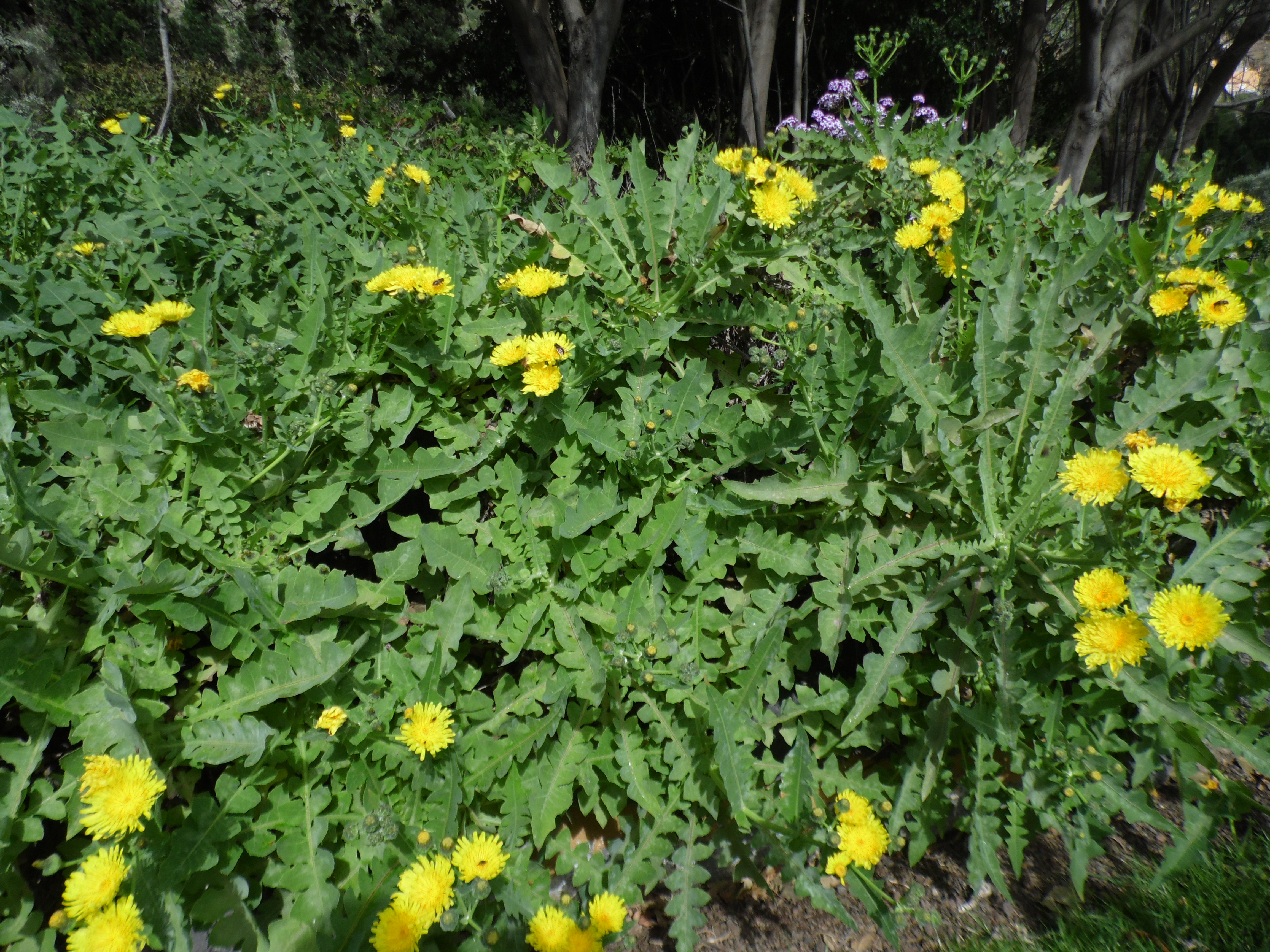
Sonchus radicatus

PokrójRośliny zielne (jednoroczne, dwuletnie i byliny), na wyspach Makaronezji i Juan Fernández też pachykauliczne (słabo rozgałęzione) krzewy i niewielkie drzewa, w tym przypominające palmy. Osiągają od 3 cm do ponad 3,5 m wysokości. Rośliny wykształcają korzeń palowy, kłącze lub rozłogi, mają pędy prosto wzniesione, rozgałęzione zazwyczaj słabo na całej długości lub tylko w górnej części, zwykle nagie, czasem gruczołowato owłosione w górnej części, zwłaszcza w obrębie kwiatostanu. Zawierają sok mleczny.
LiścieOdziomkowe i łodygowe, dolne zwykle ogonkowe, przy czym ogonek jest często oskrzydlony. Blaszka podługowata do lancetowatej, u nasady liści łodygowych często uszkowato obejmująca łodygę, poza tym zwykle pierzasto pojedynczo lub podwójnie klapowana, ząbkowana (nierzadko kolczasto) lub całobrzega. U S. grandifolius liście osiągają do 1 m długości i 0,2 m szerokości.
KwiatyZebrane po 70–300 (czasem więcej) w koszyczki, a te w wiechowate lub mające formę podbaldachów kwiatostany złożone. Okrywy koszyczków dzwonkowate, z listkami nierównej długości, ułożonymi w kilku rzędach dachówkowato, nagimi lub owłosionymi (zwykle gruczołowato). Dno koszyczka nagie, płaskie lub wypukłe, dołeczkowane. Wszystkie kwiaty w koszyczku jednakowe, języczkowe, żółte.
OwoceSpłaszczone, elipsoidalne lub nieco zwężające się ku wierzchołkowi niełupki koloru słomiastego, czerwonego do ciemnobrązowego. Zwykle bez dzióbka, z 2–4 żebrami (rzadko większą ich liczbą) z obu stron. Na powierzchni owocki są pomarszczone lub brodawkowane, nagie. Puch kielichowy w postaci licznych, białych włosków niepodzielonych lub pierzastych, szybko opadających lub trwałych.

## Systematyka
Pozycja systematyczna
Rodzaj zaliczany jest do podplemienia Hyoseridinae, plemienia Cichorieae w podrodzinie Cichorioideae z rodziny astrowatych Asteraceae. W tradycyjnym ujęciu systematycznym rodzaju był on taksonem polifiletycznym, w którym zagnieżdżone były wyodrębniane rodzaje endemiczne dla różnych obszarów – Dendrosonchus na wyspach Makaronezji, Thamnoseris na wyspach Desventuradas, Dendroseris na Juan Fernández, Actites w Australii, Kirkianella i Embergeria na Nowej Zelandii. Po odkryciu relacji filogenetycznych między tymi taksonami, wszystkie one włączone zostały w szeroko ujmowany rodzaj Sonchus.
Wykaz gatunków
- Sonchus acaulis Dum.Cours.
- Sonchus × aemulus Merino
- Sonchus afromontanus R.E.Fr.
- Sonchus araraticus Nazarova & Barsegyan
- Sonchus arboreus DC.
- Sonchus arvensis L. – mlecz polny
- Sonchus asper (L.) Hill – mlecz kolczasty
- Sonchus × beltraniae U.Reifenb. & A.Reifenb.
- Sonchus berteroanus (Decne.) S.C.Kim & Mejías
- Sonchus bipontini Asch.
- Sonchus bornmuelleri Pit.
- Sonchus bourgeaui Sch.Bip.
- Sonchus brachylobus Webb
- Sonchus brachyotus DC.
- Sonchus brassicifolius S.C.Kim & Mejías
- Sonchus briquetianus Gand.
- Sonchus bupleuroides (Font Quer) N.Kilian & Greuter
- Sonchus camporum (R.E.Fr.) Boulos ex C.Jeffrey
- Sonchus canariensis (Webb) Boulos
- Sonchus capillaris Svent.
- Sonchus cavanillesii Caball.
- Sonchus congestus Willd.
- Sonchus crassifolius Pourr. ex Willd.
- Sonchus daltonii Webb
- Sonchus dregeanus DC.
- Sonchus erzincanicus V.A.Matthews
- Sonchus esperanzae N.Kilian & Greuter
- Sonchus fauces-orci Knoche
- Sonchus fragilis Ball
- Sonchus friesii Boulos
- Sonchus fruticosus L.f.
- Sonchus gandogeri Pit.
- Sonchus gigas Boulos ex Humbert
- Sonchus gomeraensis Boulos
- Sonchus grandifolius Kirk
- Sonchus gummifer Link
- Sonchus heterophyllus (Boulos) U.Reifenb. & A.Reifenb.
- Sonchus hierrensis (Pit.) Boulos
- Sonchus hotha C.B.Clarke
- Sonchus hydrophilus Boulos
- Sonchus integrifolius Harv.
- Sonchus jacottetianus Thell.
- Sonchus jainii Chandrab., V.Chandras. & N.C.Nair
- Sonchus × jaquiniocephalus Svent.
- Sonchus kirkii Hamlin
- Sonchus laceratus (Phil.) S.C.Kim & Mejías
- Sonchus latifolius (Lowe) R.Jardim & M.Seq.
- Sonchus leptocephalus Cass.
- Sonchus lidii Boulos
- Sonchus lobatiflorus S.C.Kim & Mejías
- Sonchus luxurians (R.E.Fr.) C.Jeffrey
- Sonchus macrocarpus Boulos & C.Jeffrey
- Sonchus maculigerus H.Lindb.
- Sonchus malayanus Miq.
- Sonchus marginatus (Bertero ex Decne.) S.C.Kim & Mejías
- Sonchus maritimus L.
- Sonchus masguindalii Pau & Font Quer
- Sonchus mauritanicus Boiss. & Reut.
- Sonchus × maynari Svent.
- Sonchus megalocarpus (Hook.f.) J.M.Black
- Sonchus melanolepis Fresen.
- Sonchus micranthus (Bertero ex Decne.) S.C.Kim & Mejías
- Sonchus microcarpus (Boulos) U.Reifenb. & A.Reifenb.
- Sonchus microcephalus Mejías
- Sonchus nanus Sond. ex Harv.
- Sonchus neriifolius (Decne.) S.C.Kim & Mejías
- Sonchus novae-zelandiae (Hook.f.) B.D.Jacks.
- Sonchus × novocastellanus Cirujano
- Sonchus obtusilobus R.E.Fr.
- Sonchus oleraceus L. – mlecz zwyczajny
- Sonchus ortunoi Svent.
- Sonchus palmensis (Webb) Boulos
- Sonchus palustris L. – mlecz błotny
- Sonchus parathalassius J.G.Costa ex R.Jardim & M.Seq.
- Sonchus pendulus (Sch.Bip.) Sennikov
- Sonchus phoeniciformis S.C.Kim & Mejías
- Sonchus pinnatifidus Cav.
- Sonchus pinnatus Aiton
- Sonchus pitardii Boulos
- Sonchus platylepis Webb & Berthel.
- Sonchus × prudhommei Bouchard
- Sonchus pruinatus (Johow) S.C.Kim & Mejías
- Sonchus pustulatus Willk.
- Sonchus radicatus Aiton
- Sonchus regis-jubae Pit.
- Sonchus regius (Skottsb.) S.C.Kim & Mejías
- Sonchus × rokosensis Sutorý
- Sonchus × rotundilobus Popov ex Kovalevsk.
- Sonchus × rupicola (Svent.) A.Santos & Mejías
- Sonchus saudensis Boulos
- Sonchus schweinfurthii Oliv. & Hiern
- Sonchus sinuatus S.C.Kim & Mejías
- Sonchus sosnowskyi Schchian
- Sonchus splendens S.C.Kim & Mejías
- Sonchus stenophyllus R.E.Fr.
- Sonchus suberosus Zohary & P.H.Davis
- Sonchus sventenii U.Reifenb. & A.Reifenb.
- Sonchus tectifolius Svent.
- Sonchus tenerrimus L.
- Sonchus transcaspicus Nevski
- Sonchus tuberifer Svent.
- Sonchus ustulatus Lowe
- Sonchus webbii Sch.Bip.
- Sonchus wightianus DC.
- Sonchus wildpretii U.Reifenb. & A.Reifenb.
- Sonchus wilmsii R.E.Fr.